# Hrvatski nogometni kup 1993-1994
La Hrvatski nogometni kup 1993./94. (coppa croata di calcio 1993-94) fu la terza edizione della coppa nazionale croata e fu disputata dal agosto 1993 al giugno 1994.
Il detentore era l'Hajduk Spalato, che in questa edizione si fermò in semifinale. Gli spalatini si rifecero vincendo il campionato.
Il trofeo fu vinto dal Croazia Zagabria, al suo primo titolo nella competizione, l'ottavo contando anche i sette della Coppa di Jugoslavia. Il successo gli diede l'accesso alla Coppa delle Coppe 1994-1995.

## Partecipanti
Le 16 squadre della 1. HNL 1992-1993 sono ammesse di diritto. Gli altri 16 posti sono stati assegnati attraverso qualificazioni.
| Ammesse di diritto | Passate attraverso le qualificazioni    | Passate attraverso le qualificazioni | Passate attraverso le qualificazioni | Passate attraverso le qualificazioni |         |
| Ammesse di diritto | Regione                                 | Squadre                              | Squadre                              | Squadre                              | Squadre |
| --- | --------------------------------------- | ------------------------------------ | ------------------------------------ | ------------------------------------ | ------- |
| - Belišće - Cibalia - Croazia Zagabria - Dubrovnik - Hajduk Spalato - Inker Zaprešić - Istria - Osijek - Pazinka - Radnik V. Gorica - Rijeka - Sebenico - Segesta - Varteks Varaždin - Zara - NK Zagabria | Regione di Zagabria                     | Radnik V. Gorica                     |                                      |                                      |         |
| - Belišće - Cibalia - Croazia Zagabria - Dubrovnik - Hajduk Spalato - Inker Zaprešić - Istria - Osijek - Pazinka - Radnik V. Gorica - Rijeka - Sebenico - Segesta - Varteks Varaždin - Zara - NK Zagabria | Regione di Krapina e dello Zagorje      | Zagorec                              |                                      |                                      |         |
| - Belišće - Cibalia - Croazia Zagabria - Dubrovnik - Hajduk Spalato - Inker Zaprešić - Istria - Osijek - Pazinka - Radnik V. Gorica - Rijeka - Sebenico - Segesta - Varteks Varaždin - Zara - NK Zagabria | Regione di Sisak e della Moslavina      | Moslavina                            |                                      |                                      |         |
| - Belišće - Cibalia - Croazia Zagabria - Dubrovnik - Hajduk Spalato - Inker Zaprešić - Istria - Osijek - Pazinka - Radnik V. Gorica - Rijeka - Sebenico - Segesta - Varteks Varaždin - Zara - NK Zagabria | Regione di Karlovac                     |                                      |                                      |                                      |         |
| - Belišće - Cibalia - Croazia Zagabria - Dubrovnik - Hajduk Spalato - Inker Zaprešić - Istria - Osijek - Pazinka - Radnik V. Gorica - Rijeka - Sebenico - Segesta - Varteks Varaždin - Zara - NK Zagabria | Regione di Varaždin                     |                                      |                                      |                                      |         |
| - Belišće - Cibalia - Croazia Zagabria - Dubrovnik - Hajduk Spalato - Inker Zaprešić - Istria - Osijek - Pazinka - Radnik V. Gorica - Rijeka - Sebenico - Segesta - Varteks Varaždin - Zara - NK Zagabria | Regione di Koprivnica e Križevci        | Križevci                             |                                      |                                      |         |
| - Belišće - Cibalia - Croazia Zagabria - Dubrovnik - Hajduk Spalato - Inker Zaprešić - Istria - Osijek - Pazinka - Radnik V. Gorica - Rijeka - Sebenico - Segesta - Varteks Varaždin - Zara - NK Zagabria | Regione di Bjelovar e della Bilogora    |                                      |                                      |                                      |         |
| - Belišće - Cibalia - Croazia Zagabria - Dubrovnik - Hajduk Spalato - Inker Zaprešić - Istria - Osijek - Pazinka - Radnik V. Gorica - Rijeka - Sebenico - Segesta - Varteks Varaždin - Zara - NK Zagabria | Regione litoraneo-montana               | Orijent                              |                                      |                                      |         |
| - Belišće - Cibalia - Croazia Zagabria - Dubrovnik - Hajduk Spalato - Inker Zaprešić - Istria - Osijek - Pazinka - Radnik V. Gorica - Rijeka - Sebenico - Segesta - Varteks Varaždin - Zara - NK Zagabria | Regione della Lika e di Segna           |                                      |                                      |                                      |         |
| - Belišće - Cibalia - Croazia Zagabria - Dubrovnik - Hajduk Spalato - Inker Zaprešić - Istria - Osijek - Pazinka - Radnik V. Gorica - Rijeka - Sebenico - Segesta - Varteks Varaždin - Zara - NK Zagabria | Regione di Virovitica e della Podravina |                                      |                                      |                                      |         |
| - Belišće - Cibalia - Croazia Zagabria - Dubrovnik - Hajduk Spalato - Inker Zaprešić - Istria - Osijek - Pazinka - Radnik V. Gorica - Rijeka - Sebenico - Segesta - Varteks Varaždin - Zara - NK Zagabria | Regione di Požega e della Slavonia      |                                      |                                      |                                      |         |
| - Belišće - Cibalia - Croazia Zagabria - Dubrovnik - Hajduk Spalato - Inker Zaprešić - Istria - Osijek - Pazinka - Radnik V. Gorica - Rijeka - Sebenico - Segesta - Varteks Varaždin - Zara - NK Zagabria | Regione di Brod e della Posavina        | Marsonia                             | Mladost Cernik                       |                                      |         |
| - Belišće - Cibalia - Croazia Zagabria - Dubrovnik - Hajduk Spalato - Inker Zaprešić - Istria - Osijek - Pazinka - Radnik V. Gorica - Rijeka - Sebenico - Segesta - Varteks Varaždin - Zara - NK Zagabria | Regione zaratina                        | Primorac Biograd                     |                                      |                                      |         |
| - Belišće - Cibalia - Croazia Zagabria - Dubrovnik - Hajduk Spalato - Inker Zaprešić - Istria - Osijek - Pazinka - Radnik V. Gorica - Rijeka - Sebenico - Segesta - Varteks Varaždin - Zara - NK Zagabria | Regione di Osijek e della Baranja       | Baranja Beli Manastir                | NK Đakovo                            | Metalac Osijek                       |         |
| - Belišće - Cibalia - Croazia Zagabria - Dubrovnik - Hajduk Spalato - Inker Zaprešić - Istria - Osijek - Pazinka - Radnik V. Gorica - Rijeka - Sebenico - Segesta - Varteks Varaždin - Zara - NK Zagabria | Regione di Sebenico e Tenin             |                                      |                                      |                                      |         |
| - Belišće - Cibalia - Croazia Zagabria - Dubrovnik - Hajduk Spalato - Inker Zaprešić - Istria - Osijek - Pazinka - Radnik V. Gorica - Rijeka - Sebenico - Segesta - Varteks Varaždin - Zara - NK Zagabria | Regione di Vukovar e della Sirmia       |                                      |                                      |                                      |         |
| - Belišće - Cibalia - Croazia Zagabria - Dubrovnik - Hajduk Spalato - Inker Zaprešić - Istria - Osijek - Pazinka - Radnik V. Gorica - Rijeka - Sebenico - Segesta - Varteks Varaždin - Zara - NK Zagabria | Regione spalatino-dalmata               |                                      |                                      |                                      |         |
| - Belišće - Cibalia - Croazia Zagabria - Dubrovnik - Hajduk Spalato - Inker Zaprešić - Istria - Osijek - Pazinka - Radnik V. Gorica - Rijeka - Sebenico - Segesta - Varteks Varaždin - Zara - NK Zagabria | Regione istriana                        | Rovigno                              |                                      |                                      |         |
| - Belišće - Cibalia - Croazia Zagabria - Dubrovnik - Hajduk Spalato - Inker Zaprešić - Istria - Osijek - Pazinka - Radnik V. Gorica - Rijeka - Sebenico - Segesta - Varteks Varaždin - Zara - NK Zagabria | Regione raguseo-narentana               | Gusar Komin                          |                                      |                                      |         |
| - Belišće - Cibalia - Croazia Zagabria - Dubrovnik - Hajduk Spalato - Inker Zaprešić - Istria - Osijek - Pazinka - Radnik V. Gorica - Rijeka - Sebenico - Segesta - Varteks Varaždin - Zara - NK Zagabria | Regione del Međimurje                   | Budućnost Hodošan                    |                                      |                                      |         |
| - Belišće - Cibalia - Croazia Zagabria - Dubrovnik - Hajduk Spalato - Inker Zaprešić - Istria - Osijek - Pazinka - Radnik V. Gorica - Rijeka - Sebenico - Segesta - Varteks Varaždin - Zara - NK Zagabria | Città di Zagabria                       | Sesvete                              | Špansko Zagabria                     |                                      |         |

### Riepilogo
| 1ª Divisione 1.HNL | 2ª Divisione 2.HNL                                                                          | Divisioni inferiori                                                                                    |
| --- | ------------------------------------------------------------------------------------------- | --- |
| Belišće Cibalia Croazia Zagabria Dubrovnik Hajduk Spalato Inker Zaprešić Istria Osijek Pazinka Radnik V. Gorica Rijeka Segesta Sebenico Varteks Varaždin Zara NK Zagabria | Bjelovar Budućnost Hodošan Marsonia Metalac Osijek Orijent Rovigno Sesvete Špansko Zagabria | Baranja Beli Manastir Križevci NK Đakovo Gusar Komin Mladost Cernik Moslavina Primorac Biograd Zagorec |
| non ammesse: |                                                                                             | |
| Dubrava Zagabria Primorac Stobreč | le altre 24 squadre                                                                         | tutte le altre squadre                                                                                 |

### Calendario
| Turno      | Date                                    | Incontri | Squadre | Entrate |
| ---------- | --------------------------------------- | -------- | ------- | ------- |
| Sedicesimi | dal 13 al 16 agosto 1993 31 agosto 1993 | 32       | 32 → 16 | 32      |
| Ottavi     | 11 e 12 ottobre 1993 26 ottobre 1993    | 16       | 16 → 8  | Nessuna |
| Quarti     | 15 e 16 marzo 1994 30 marzo 1994        | 8        | 8 → 4   | Nessuna |
| Semifinali | 13 e 14 aprile 1994 27 aprile 1994      | 4        | 4 → 2   | Nessuna |
| Finale     | 1º giugno 1994 15 giugno 1994           | 2        | 2 → 1   | Nessuna |

## Sedicesimi di finale
La partita Bjelovar–Radnik V. Gorica non è stata disputata a causa dello sciopero dei giocatori ospiti per via degli stipendi non pagati.
| Squadra 1             | Totale          | Squadra 2         | Andata     | Ritorno    |
| --------------------- | --------------- | ----------------- | ---------- | ---------- |
|                       |                 |                   | 14.09.1993 | 31.09.1993 |
| Gusar Komin           | 0 – 3           | Sebenico          | 0 – 3      | 0 – 0      |
| Moslavina             | 2 – 11          | Osijek            | 0 – 5      | 2 – 6      |
| Hajduk Spalato        | 15 – 0          | Primorac Biograd  | 11 – 0     | 4 – 0      |
| Varteks Varaždin      | 7 – 1           | Zagorec           | 7 – 0      | 0 – 1      |
| Baranja Beli Manastir | 1 – 11          | Cibalia           | 0 – 4      | 1 – 7      |
| Špansko Zagabria      | 1 – 5           | Belišće           | 0 – 3      | 1 – 2      |
| Inker Zaprešić        | 8 – 2           | NK Đakovo         | 5 – 0      | 3 – 2      |
| Metalac Osijek        | 0 – 2           | Pazinka           | 0 – 1      | 0 – 1      |
| Dubrovnik             | 1 – 1 (5-4 dtr) | Čelik Križevci    | 1 – 0      | 0 – 1      |
| NK Zagabria           | 3 – 1           | Orijent           | 3 – 0      | 0 – 1      |
| Rijeka                | 6 – 2           | Budućnost Hodošan | 3 – 0      | 3 – 2      |
| Radnik V. Gorica      | 1 – 4           | Bjelovar          | 1 – 1      | 0 – 3      |
| Sesvete               | 0 – 6           | Zara              | 0 – 3      | 0 – 3      |
| Croazia Zagabria      | 5 – 1           | Marsonia          | 5 – 0      | 0 – 1      |
| Mladost Cernik        | 1 – 17          | Segesta           | 1 – 3      | 0 – 14     |
| Rovigno               | 3 – 5           | Istria            | 2 – 4      | 1 – 1      |

## Ottavi di finale
| Squadra 1       | Totale      | Squadra 2        | Andata     | Ritorno    |
| --------------- | ----------- | ---------------- | ---------- | ---------- |
|                 |             |                  | 12.10.1993 | 26.10.1993 |
| Cibalia         | 1 – 4       | Varteks Varaždin | 0 – 0      | 1 – 4      |
| Inker Zaprešić  | 3 – 3 (gfc) | Segesta          | 3 – 2      | 0 – 1      |
| Belišće         | 1 – 4       | Rijeka           | 0 – 0      | 1 – 4      |
| Pazinka         | 1 – 5       | NK Zagabria      | 0 – 1      | 1 – 4      |
| Osijek          | 2 – 3       | Dubrovnik        | 1 – 0      | 1 – 3      |
| Hajduk Spalato  | 4 – 0       | Zara             | 2 – 0      | 2 – 0      |
| Dinamo Zagabria | 4 – 2       | Sebenico         | 1 – 0      | 3 – 2      |
| Istria          | 1 – 1 (gfc) | Bjelovar         | 1 – 1      | 0 – 0      |

## Quarti di finale
| Squadra 1        | Totale      | Squadra 2        | Andata     | Ritorno    |
| ---------------- | ----------- | ---------------- | ---------- | ---------- |
|                  |             |                  | 16.03.1994 | 30.03.1994 |
| Croazia Zagabria | 2 – 2 (gfc) | Varteks Varaždin | 1 – 0      | 1 – 2      |
| Bjelovar         | 1 – 4       | Rijeka           | 1 – 0      | 0 – 4      |
| Hajduk Spalato   | 1 – 0       | Dubrovnik        | 1 – 0      | 0 – 0      |
| NK Zagabria      | 5 – 3       | Segesta          | 2 – 2      | 3 – 1      |

## Semifinali
| Squadra 1   | Totale      | Squadra 2        | Andata     | Ritorno    |
| ----------- | ----------- | ---------------- | ---------- | ---------- |
|             |             |                  | 13.04.1994 | 27.04.1994 |
| Rijeka      | 3 – 3 (gfc) | Hajduk Spalato   | 0 – 0      | 3 – 3      |
| NK Zagabria | 2 – 3       | Croazia Zagabria | 2 – 2      | 0 – 1      |

## Finale
| Squadra 1        | Totale | Squadra 2 | Andata     | Ritorno    |
| ---------------- | ------ | --------- | ---------- | ---------- |
|                  |        |           | 01.06.1994 | 15.06.1994 |
| Croazia Zagabria | 2 – 1  | Rijeka    | 2 – 0      | 0 – 1      |

### Andata
| Arbitro: | Matković (Fiume) |

|                             |           |  |
| Turković 12’ Cvitanović 48’ | Marcatori |  |

| Croazia | Rijeka |

|                   |    |                    |             |     |
|                   |    |                    |             |     |
| P                 | 1  | Dražen Ladić       | Ammonizione |     |
| C                 | 2  | Dževad Turković    |             |     |
| D                 | 3  | Damir Lesjak       |             |     |
| D                 | 4  | Dario Šimić        |             |     |
| D                 | 5  | Zoran Mamić        | Ammonizione | 65’ |
| D                 | 6  | Slavko Ištvanić    |             |     |
| C                 | 7  | Sejad Halilović    |             |     |
| C                 | 8  | Josip Gašpar       |             |     |
| A                 | 9  | Goran Vlaović      |             | 77’ |
| C                 | 10 | Vjekoslav Škrinjar |             |     |
| A                 | 11 | Igor Cvitanović    | Ammonizione |     |
| Sostituzioni:     |    |                    |             |     |
| C                 |    | Joško Jeličić      |             | 65’ |
| A                 |    | Željko Adžić       |             | 77’ |
| Allenatore:       |    |                    |             |     |
| Miroslav Blažević |    |                    |             |     |

|                |    |                   |             |     |
|                |    |                   |             |     |
| P              | 1  | Mladen Žganjer    |             |     |
| D              | 2  | Ivan Kurtović     |             |     |
| D              | 3  | Leandar Kelentrić |             |     |
| C              | 4  | Alen Horvat       | 43’         |     |
| D              | 5  | Stojan Belajić    |             |     |
| D              | 6  | Elvis Brajković   |             |     |
| C              | 7  | Dragan Raković    |             | 50’ |
| C              | 8  | Mladen Mladenović |             |     |
| C              | 9  | Andrej Živković   |             |     |
| C              | 10 | Fuad Šašivarević  | Ammonizione |     |
| A              | 11 | Damir Knežević    |             | 46’ |
| Sostituzioni:  |    |                   |             |     |
| D              |    | Robert Rubčić     |             | 46’ |
| A              |    | Elvis Scoria      |             | 50’ |
| Allenatore:    |    |                   |             |     |
| Srećko Juričić |    |                   |             |     |

### Ritorno
| Arbitro: | Cvitković (Zagabria) |

|             |           |  |
| Pavličić 3’ | Marcatori |  |

| Rijeka | Croazia |

|                |    |                   |             |     |
|                |    |                   |             |     |
| P              | 1  | Mladen Žganjer    |             |     |
| D              | 2  | Ivan Kurtović     |             |     |
| D              | 3  | Robert Rubčić     |             | 78’ |
| C              | 4  | Alen Horvat       | Ammonizione |     |
| D              | 5  | Dubravko Pavličić |             |     |
| D              | 6  | Elvis Brajković   |             |     |
| C              | 7  | Dragan Raković    |             | 67’ |
| C              | 8  | Mladen Mladenović |             |     |
| A              | 9  | Elvis Scoria      | Ammonizione |     |
| C              | 10 | Andrej Živković   |             |     |
| A              | 11 | Jasmin Samardžić  |             |     |
| Sostituzioni:  |    |                   |             |     |
| A              | 16 | Ilija Aračić      |             | 67’ |
| D              |    | Stojan Belajić    |             | 78’ |
| Allenatore:    |    |                   |             |     |
| Srećko Juričić |    |                   |             |     |

|                   |    |                    |  |     |
|                   |    |                    |  |     |
| P                 | 1  | Dražen Ladić       |  |     |
| C                 | 2  | Dževad Turković    |  |     |
| D                 | 3  | Damir Lesjak       |  |     |
| D                 | 4  | Andrej Panadić     |  |     |
| D                 | 5  | Dario Šimić        |  |     |
| D                 | 6  | Slavko Ištvanić    |  |     |
| C                 | 7  | Sejad Halilović    |  | 78’ |
| C                 | 8  | Josip Gašpar       |  |     |
| A                 | 9  | Goran Vlaović      |  |     |
| C                 | 10 | Vjekoslav Škrinjar |  | 87’ |
| A                 | 11 | Igor Cvitanović    |  |     |
| Sostituzioni:     |    |                    |  |     |
| C                 |    | Mario Novaković    |  | 78’ |
| A                 |    | Željko Adžić       |  | 87’ |
| Allenatore:       |    |                    |  |     |
| Miroslav Blažević |    |                    |  |     |

## Marcatori
| Pos. | Giocatore        | Squadra          | Reti |
| ---- | ---------------- | ---------------- | ---- |
| 1    | Joško Popović    | NK Zagabria      | 9    |
| 2    | Igor Cvitanović  | Croazia Zagabria | 7    |
| 3    | Ivan Cvjetković  | Segesta          | 6    |
| 3    | Tomislav Erceg   | Hajduk Spalato   | 6    |
| 5    | Goran Vlaović    | Croazia Zagabria | 5    |
| 5    | Davor Vugrinec   | Varteks Varaždin | 5    |
| 5    | Nevres Zahirović | Cibalia          | 5    |
| 8    | Davor Bajsić     | Osijek           | 4    |